# تويفرد (باكينجهامشير)
تويفرد (بالإنجليزية: Twyford, Buckinghamshire)‏ هي قرية و أبرشية مدنية تقع في المملكة المتحدة في إنجلترا.  يقدر عدد سكانها بـ 566 نسمة .